# Gran Nicobar
Gran Nicobar è un'isola facente parte delle Nicobare, nell'Oceano Indiano.
È la più grande delle isole Nicobare ed è l'isola più meridionale dell'arcipelago; la sua estremità meridionale (6.780621°N 93.825851°E), ribattezzata Punto Indira in memoria di Indira Gandhi, è il punto più a sud dell'intera India.
Il Punto Indira è contrassegnato dalla presenza di un faro alto 37 m che è un importante punto di riferimento per le rotte commerciali che attraversano lo stretto di Malacca.